# الیزابت ویلیامز بری
الیزابت ویلیامز بری (انگلیسی: Elizabeth Williams Berry؛ ‏ ۲۱ ژوئن ۱۸۵۴ – ۲۶ مارس ۱۹۶۹) که پس از سال ۱۹۰۰ به نام مادر بری شناخته شد، یک چابک‌سوار زاده استرالیا بود که در چندین کشور به صورت مبدل و در قالب یک مرد، با نام جک ویلیامز در مسابقات سوارکاری شرکت کرد. پس از مهاجرت به ایالات متحده آمریکا در حدود سال ۱۹۰۰، او ازدواج کرد و لقب «مادر» را پس از قبول سرپرستی یک پسر فراری از آنِ خود کرد. او پس از بازنشستگی از سوارکاری، مربی تربیت اسب شد. بری و همسرش در هلنا سکونت گزیدند، و در آنجا بود که وی در سن ۱۱۱ سالگی به‌عنوان مسن‌ترین فرد مونتانا اعلام شد. او تا سال ۱۹۶۹ زندگی کرد و شاهد بود که زنان به‌طور علنی و آزاد چابک‌سواری کنند. او در سن ۱۱۴ سالگی درگذشت.

## زندگی‌نامه
خانواده بری اهل ولز بودند که به استرالیا مهاجرت و در آنجا سکنا گزیدند. او در ۲۱ ژوئن ۱۸۵۴ در ملبورن به دنیا آمد. بری از شش سالگی سواری‌کاری و مسابقه با اسب را آغاز کرد. پدرش معلمان خصوصی را برای آموزش او به خانه می‌فرستاد و دو بار در هفته درس می‌گرفت. اولین پیروزی او در مسابقات سوارکاری در سن ۱۰ سالگی بود که در «پیست مسابقات موونی ولی» در صدر قرار گرفت. او سوارکاری حرفه‌ای را با نام مستعار جک ویلیامز در سن ۱۳ سالگی آغاز کرد. برای اینکه به نظر پسر برسد، او در پیست مسابقه لباس‌های سنتی سوارکاری می‌پوشید و خارج از پیست کلاه بولر می‌گذاشت و سیگار می‌کشید. او به مدت بیش از ۲۴ سال با سر و شکلی مردانه در استرالیا، انگلستان، فرانسه، ایتالیا، نیوزیلند و آفریقای جنوبی به عنوان چابک‌سوار در مسابقات سوارکاری شرکت کرد. در طول دوران سوارکاری خود، قد او ۱٫۵۷ متر و وزنش ۴۴ کیلوگرم بود. او به روزنامه ایندپندنت-رکورد گفته بود که در طول حرفه‌اش حدود ۴٬۲۰۰ مسابقه را برده است.

## دوران حرفه‌ای در آمریکا
بری حدود سال ۱۹۰۰ به ایالات متحده آمریکا آمد و ابتدا در کالیفرنیای شمالی در مسابقات سوارکاری شرکت کرد. او در سیاتل با همسر آینده‌اش، دکتر ج.بی. «داک» بری که دامپزشک بود، آشنا شد و شش هفته بعد در ۲۱ ژوئن ۱۹۰۳ ازدواج کردند. یک قاضی در کلرادو به او لقب «مادر» را داد چرا که او سرپرستی پسری فراری را بر عهده گرفت و به او مهارت‌های سوارکاری را آموخت. بری در سال ۱۹۱۱ از سوارکاری بازنشسته شد. پس از پایان دوران سوارکاری خود، او همچنان با اسب‌های مسابقه به عنوان مربی سر و کار داشت.
بری و همسرش در سال ۱۹۱۳ به هلنا (مونتانا) نقل مکان کردند و آنجا خانه دائمی خود را ساختند. بری در مسابقات سوارکاری مونتانا شرکت کرد و چندین اسب را به نام همسرش نام‌گذاری کرد. دکتر بری در سال ۱۹۲۷ درگذشت. در هلنا، «مادر بری» در خانه‌ای در زمین‌های نمایشگاه ایالتی مونتانا زندگی می‌کرد تا اینکه در ۲۷ آوریل ۱۹۳۷ خانه‌اش در یک آتش‌سوزی از بین رفت. پس از آن، او چند سال در خانه‌ای در زمین قبرستان محلی زندگی کرد. در سال ۱۹۵۶، او به «پروژه استوارت هومز» در هلنا نقل مکان کرد و باقی‌مانده عمرش را در آنجا سپری کرد و همچنان استقلال خود را حفظ کرد. او در سال ۱۹۶۵، در سن ۱۱۱ سالگی، مسن‌ترین فرد در مونتانا بود. در سال ۱۹۶۶، او به عنوان عضو افتخاری انجمن سوارکاری شهر پایتخت منصوب شد.
در فوریه ۱۹۶۹، چند روز قبل از اولین حضور دایان کرامپ به عنوان اولین زن در آمریکا که به‌طور علنی به عنوان چابک‌سوار زن مجاز در یک مسابقه اسب‌دوانی پاریموتل (شرط‌بندی مشترک) شرکت می‌کرد، روزنامه لکسینگتون هرالد لیدر تاریخچه سوارکاری زنان را مرور کرد و بری را «احتمالاً تنها چابک‌سوار زن دانست که برای مدت زمانی طولانی در مقابل مردان سوارکار و به‌طور موفقیت‌آمیز رقابت کرده است.» بری در ۲۶ مارس ۱۹۶۹ در خانه‌اش در هلنا درگذشت. او در قبرستان رزورکشن به خاک سپرده شد. در هلنا، یک مسابقه اسب‌دوانی به نام «یادبود مادر بری» در دهه ۱۹۷۰ برگزار می‌شد.